# Alice Des Clayes
Alice Des Clayes (née le 22 décembre 1890, à Aberdeen et morte le 11 avril 1968 à Devon) est une peintre britannique.

## Biographie
Cadette de trois sœurs peintres, Alice Des Clayes amorce sa formation artistique à la Herkomer's Art School, à Bushey (Angleterre), puis fréquente la Newland School of Art en Cornouailles. Elle se rend ensuite en France pour se perfectionner à l’atelier de Dudley Hardy à Ambleteuse. Dans les années 1920 et 1930, elle participe à quelques expositions avec ses sœurs, Berthe et Gertrude, notamment aux Watson Art Galleries. En 1938, elle quitte le Canada pour l’Angleterre, où elle demeure jusqu’à la fin de sa vie.

## Expositions
- 1920: 37th Spring Exhibition, Art Association of Montreal, 25 mars au 17 avril 1920[5]

## Œuvres
- A Blue Day, non daté, Musée des beaux-arts de l'Ontario
- En puisant de l'eau, Musée des beaux-arts du Canada[6]
- Place Jacques-Cartier, Montréal, 1919? Musée national des beaux-arts du Québec[7]
- La Fin du jour, avant 1945, Musée national des beaux-arts du Québec[8]